# Ajagöz
Ajagöz (kaz.: Аягөз; ros.: Аягоз, Ajagoz) – miasto o znaczeniu obwodowym we wschodnim Kazachstanie, w obwodzie abajskim, nad rzeką Ajagöz, siedziba administracyjna rejonu Ajagöz. Powstało w 1831 roku jako stanica Ajaguzskaja (ros. станица Аягузская), będąca pierwszą rosyjską bazą wojskową w Siedmiorzeczu. Miejscowość otrzymała prawa miejskie w 1854 roku.
W 2021 roku liczyło ok. 38,5 tys. mieszkańców. Ośrodek przemysłu spożywczego, olejarskiego i włókienniczego.

## Etymologia nazwy
Miejscowość otrzymała nazwę po rzece, nad którą jest położone. Nazwa rzeki z kolei pochodzi od nazwy turkijskiego plemienia „aj” oraz staroturkijskiego „uguz” (tłum. rzeka), dosłownie „rzeka rodu aj”. Z kolei według ludowej etymologii nazwa rzeki i miasta pochodzi od turkijskich słów „aja” (ładne) i „göz” (oczy).

## Odległość do dużych ośrodków
- Astana – 905 km
- Ałmaty – 785 km
- Semej – 350 km
- Ust-Kamienogorsk – 330 km[3]